# توريغاليندو
بلدية توريغاليندو (بالإسبانية: Torregalindo)‏, هي إحدى بلديات مقاطعة برغش, التي تقع في منطقة قشتالة وليون, والتي تقع في شمال غرب إسبانيا.
يبلغ عدد سكانها 143 نسمة وفقاً لإحصائية سنة (2002).